# Grand Prix moto d'Espagne 2019
Le Grand Prix moto d'Espagne 2019 est la 4e manche du championnat du monde de vitesse moto 2019.
Cette 65e édition du Grand Prix moto d'Espagne s'est déroulé du 3 au 5 mai sur le circuit permanent de Jerez.

## Classement des MotoGP
| Pos                    | Num | Pilote            | Moto    | Tours | Temps/Écart        | Grille | Points |
| ---------------------- | --- | ----------------- | ------- | ----- | ------------------ | ------ | ------ |
| 1                      | 93  | Marc Márquez      | Honda   | 25    | 41 min 08 s 685    | 3      | 25     |
| 2                      | 42  | Álex Rins         | Suzuki  | 25    | +1 s 654           | 9      | 20     |
| 3                      | 12  | Maverick Viñales  | Yamaha  | 25    | +2 s 443           | 5      | 16     |
| 4                      | 4   | Andrea Dovizioso  | Ducati  | 25    | +2 s 804           | 4      | 13     |
| 5                      | 9   | Danilo Petrucci   | Ducati  | 25    | +4 s 748           | 7      | 11     |
| 6                      | 46  | Valentino Rossi   | Yamaha  | 25    | +7 s 547           | 13     | 10     |
| 7                      | 21  | Franco Morbidelli | Yamaha  | 25    | +8 s 228           | 2      | 9      |
| 8                      | 35  | Cal Crutchlow     | Honda   | 25    | +10 s 052          | 6      | 8      |
| 9                      | 30  | Takaaki Nakagami  | Honda   | 25    | +10 s 274          | 8      | 7      |
| 10                     | 6   | Stefan Bradl      | Honda   | 25    | +13 s 402          | 14     | 6      |
| 11                     | 41  | Aleix Espargaró   | Aprilia | 25    | +15 s 431          | 16     | 5      |
| 12                     | 99  | Jorge Lorenzo     | Honda   | 25    | +18 s 473          | 11     | 4      |
| 13                     | 44  | Pol Espargaró     | KTM     | 25    | +20 s 156          | 17     | 3      |
| 14                     | 5   | Johann Zarco      | KTM     | 25    | +26 s 706          | 18     | 2      |
| 15                     | 53  | Tito Rabat        | Ducati  | 25    | +28 s 513          | 20     | 1      |
| 16                     | 17  | Karel Abraham     | Ducati  | 25    | +36 s 858          | 21     |        |
| 17                     | 38  | Bradley Smith     | Aprilia | 25    | +41 s 390          | 19     |        |
| 18                     | 88  | Miguel Oliveira   | KTM     | 25    | +41 s 570          | 22     |        |
| 19                     | 55  | Hafizh Syahrin    | KTM     | 25    | +50 s 568          | 23     |        |
| Ab.                    | 43  | Jack Miller       | Ducati  | 22    | Accident           | 15     |        |
| Ab.                    | 36  | Joan Mir          | Suzuki  | 20    | Abandon            | 12     |        |
| Ab.                    | 20  | Fabio Quartararo  | Yamaha  | 13    | Problème technique | 1      |        |
| Ab.                    | 63  | Francesco Bagnaia | Ducati  | 6     | Accident           | 10     |        |
| DNS                    | 29  | Andrea Iannone    | Aprilia |       | Pas au départ      |        |        |
| OFFICIAL MOTOGP REPORT |     |                   |         |       |                    |        |        |

## Classement provisoire au championnat

### MotoGP
| Pos. | Pilote            | Points |
| ---- | ----------------- | ------ |
| 1    | Marc Márquez      | 70     |
| 2    | Álex Rins         | 69     |
| 3    | Andrea Dovizioso  | 67     |
| 4    | Valentino Rossi   | 61     |
| 5    | Danilo Petrucci   | 41     |
| 6    | Maverick Viñales  | 34     |
| 7    | Jack Miller       | 29     |
| 8    | Takaaki Nakagami  | 29     |
| 9    | Cal Crutchlow     | 27     |
| 10   | Franco Morbidelli | 25     |

### Moto2
| Pos. | Pilote              | Points |
| ---- | ------------------- | ------ |
| 1    | Lorenzo Baldassarri | 75     |
| 2    | Thomas Lüthi        | 58     |
| 3    | Marcel Schrötter    | 48     |
| 4    | Jorge Navarro       | 44     |
| 5    | Remy Gardner        | 38     |
| 6    | Álex Márquez        | 36     |
| 7    | Luca Marini         | 35     |
| 8    | Augusto Fernández   | 27     |
| 9    | Enea Bastianini     | 26     |
| 10   | Brad Binder         | 25     |

### Moto3
| Pos. | Pilote              | Points |
| ---- | ------------------- | ------ |
| 1    | Arón Canet          | 58     |
| 2    | Niccolò Antonelli   | 57     |
| 3    | Jaume Masiá         | 45     |
| 4    | Kaito Toba          | 41     |
| 5    | Lorenzo Dalla Porta | 40     |
| 6    | Celestino Vietti    | 36     |
| 7    | Andrea Migno        | 29     |
| 8    | Darryn Binder       | 26     |
| 9    | Tony Arbolino       | 26     |
| 10   | Gabriel Rodrigo     | 24     |